# Бюльбюль камерунський
Бюльбю́ль камерунський (Arizelocichla montana) — вид горобцеподібних птахів родини бюльбюлевих (Pycnonotidae). Мешкає в Камеруні і Нігерії.

## Поширення і екологія
Камерунські бюльбюлі живуть в гірських тропічних лісах Камерунського нагір'я. Зустрічаються на висоті від 500 до 2500 м над рівнем моря.

## Збереження
МСОП класифікує стан збереження цього виду як близький до загрозливого. Камерунським бюльбюлям загрожує знищення природного середовища.